# Шульц, Мэттью
Мэтью Шульц (англ. Matthew Shultz, 23 октября 1983, Боулинг-Грин, штат Кентукки) — американский рок-музыкант. Вокалист рок-группы Cage the Elephant c 2006 года по настоящее время.
Мэтт известен своим непредсказуемым сценическим образом, его можно увидеть в женской одежде, прыгающим в толпу и плавающим на ней.

## Музыкальные влияния
Шульц считает, что на его вокальный стиль повлияли такие группы, как Pixies. Ещё он сказал, что обнаружил их вместе с другими панк-группами во время записи Thank You, Happy Birthday в Англии.

## Карьера
До образования Cage the Elephant Мэттью работал сантехником на стройке. В одном из интервью он отметил, что если бы он не ушёл с этой работы, то застрял бы там до конца своих дней. Затем после ухода со стройки он работал в сэндвич-баре со своим братом, Брэдом, который до этого работал в сфере телемаркетинга.

## Личная жизнь
Мэттью вырос в Боулинг Грин, штат Кентукки, вместе со своим братом Брэдом, который старше его на год и также является участником группы Cage The Elephant. Братья родом из бедной семьи, за что их неоднократно дразнили. Ребята из школы прозвали Брэда "бедный мальчик". Их родители расстались, когда братья были ещё совсем маленькими. После развода их мать вышла замуж за футбольного тренера Мэттью, что заставило парня уйти из футбольной команды и начать играть музыку в качестве мятежа.
Мэтт женился на своей возлюбленной, французской актрисе Джульетте Букс (которая исполнила главную роль в клипе группы на песню "Cigarette Daydreams" ).